# Фаньсянь
Фанься́нь (кит. упр. 范县, пиньинь Fàn xiàn) — уезд городского округа Пуян провинции Хэнань (КНР).

## История
Уезд был создан при империи Западная Хань в 206 году до н. э. При империи Северная Ци он был расформирован, но при империи Суй в 596 году создан вновь.
Во времена империи Мин уезд вошёл в состав Пучжоуской области Дунчанской управы провинции Шаньдун. Во времена империи Цин область в 1730 году была повышена в статусе и стала «непосредственно управляемой» (то есть, стала подчиняться напрямую властям провинции, минуя промежуточное звено в виде управы). В 1735 году область была понижена в статусе, а уезд был выведен из её состава и передан под управление Цаочжоуской управы провинции Шаньдун. После Синьхайской революции в Китае была проведена реформа структуры административного деления, и в 1913 году области и управы были упразднены.
В годы войны с Японией эти места вошли в состав созданного китайскими коммунистами партизанского Шаньси-Хэбэй-Шаньдун-Хэнаньского освобождённого района; их называли «маленькой Яньанью».
После победы в гражданской войне коммунистами была в августе 1949 года создана провинция Пинъюань, а в её составе был образован Специальный район Пуян (濮阳专区), и уезд вошёл в его состав. 30 ноября 1952 года провинция Пинъюань была расформирована, и уезд вошёл в состав Специального района Ляочэн (聊城专区) провинции Шаньдун. В 1956 году были расформированы уезды Гуаньчао (观朝县) и Пусянь (濮县), и большая часть их территории была передана уезду Фаньсянь. В 1958 году уезд Шэньсянь был присоединён к уезду Фаньсянь, но в 1961 году был воссоздан. В том же 1961 году был расформирован уезд Шоучжан (寿张县), и его южная часть была передана в состав уезда Фаньсянь.
В 1964 году, в связи с изменением границы между провинциями Шаньдун и Хэнань, уезд Фаньсянь был передан в состав Специального района Аньян (安阳专区) провинции Хэнань. В 1968 году Специальный район Аньян был переименован в Округ Аньян (安阳地区). В 1974 году из уезда Фаньсянь был выделен уезд Тайцянь. В 1983 году округ Аньян был расформирован, и были созданы городские округа Аньян и Пуян; уезд вошёл в состав городского округа Пуян.

## Административное деление
Уезд делится на 4 посёлка и 8 волостей.